# Южен Алтай (хребет)
Хребетът Южен Алтай (на руски: Южный Алтай; на казахски: Оңтүстік Алтай жотасы) е мощен планински хребет в южната част на планината Алтай, разположен по границите на Русия, (Република Алтай), Казахстан (Източноказахстанска област) и Китай (Синдзян-уйгурски автономен район). Простира се от изток на запад на протежение около 125 km. Северният му склон стръмно се спуска към долината на река Бухтарма (десен приток на Иртиш) и платото Укок, на изток се свързва с мощния планински възел Табин-Богдо-Ола, а на запад достига до долината на река Каба (Каракаба, десен приток на Иртиш). Максимална височина връх Джагъртау 3871 m (49°06′30″ с. ш. 87°11′51″ и. д. / 49.108333° с. ш. 87.1975° и. д.), разположен на китайска територия, в близост до стика на границите на Китай, Русия и Казахстан. От него водят началото си реките Бухтарма, Каракаба, Аккаба, Канас и др. от басейна на Иртиш, а на север се спуска река Акалаха (лява съставяща на Аргут, десен приток на Катун, лява съставяща на Об). По склоновете му на височина до 1400 – 1500 m са разположени степни ландшафти, до 2100 – 2200 m растат паркови лиственични гори, а високопланинският пояс е зает от субалпийски и алпийски пасища. По най-високите части има малки ледници, в т.ч. Алахинския ледник – дължина 5 km, площ 19,5 km2.

## Топографска карта
- Лист от карта M-45-XXVIII Аргамджи. Мащаб: 1 : 200 000. Състояние на местността към 1969-1978 год. Издание 1983 г.